# Piconet
Ein Piconet ist ein Personal Area Network von Endgeräten, die sich über Bluetooth verbunden haben. Der Name setzt sich aus den Wörtern „pico“ (romanisch: klein) und „Netzwerk“ zusammen.
Ein Piconet entsteht, wenn sich mindestens zwei Geräte wie z. B. ein Notebook und ein Mobiltelefon verbinden. Zwischen diesen Geräten ist eine Punkt-zu-Punkt- und Punkt-zu-Mehrpunkt-Verbindung möglich, bei der ein Gerät als „Master“ und die anderen als „Slave“ agieren. Die Geräte werden durch die AMA (ActiveMemberAddress, 3 Bit) identifiziert. Daneben können teilnehmende Geräte auch in einem passiven Modus sein, entweder „Standby“ oder „Parked“, und werden anhand der PMA (PassiveMemberAddress, 8 Bit) identifiziert. Dank der 8-Bit-Adresse können bis zu ca. 200 (theoretisch 28 = 256) Bluetooth-Geräte im Standby-Modus verweilen. Bei der Zusammenfassung von mehreren Piconetzen spricht man von einem Scatternetz.